# Morteza Pouraliganji
Morteza Pouraliganji (tiếng Ba Tư: مرتضی پورعلی‌گنجی; sinh ngày 19 tháng 4 năm 1992) là một cầu thủ bóng đá chuyên nghiệp người Iran hiện thi đấu ở vị trí trung vệ cho câu lạc bộ Persepolis tại Persian Gulf Pro League và đội tuyển quốc gia Iran.

## Thống kê sự nghiệp

### Câu lạc bộ
Tính đến 27 tháng 10 năm 2022
| Club         | Season       | Division                 | League | League | National Cup | National Cup | Continental | Continental | Other | Other | Total | Total |
| Club         | Season       | Division                 | Apps   | Goals  | Apps         | Goals        | Apps        | Goals       | Apps  | Goals | Apps  | Goals |
| ------------ | ------------ | ------------------------ | ------ | ------ | ------------ | ------------ | ----------- | ----------- | ----- | ----- | ----- | ----- |
| Naft Tehran  | 2010–11      | Pro League               | 12     | 2      | 0            | 0            | –           | –           | –     | –     | 12    | 2     |
| Naft Tehran  | 2011–12      | Pro League               | 16     | 0      | 1            | 0            | –           | –           | –     | –     | 17    | 0     |
| Naft Tehran  | 2012–13      | Pro League               | 11     | 0      | 0            | 0            | –           | –           | –     | –     | 11    | 0     |
| Naft Tehran  | 2013–14      | Pro League               | 21     | 0      | 1            | 0            | –           | –           | –     | –     | 22    | 0     |
| Naft Tehran  | 2014–15      | Pro League               | 14     | 0      | 2            | 1            | 1           | 0           | –     | –     | 17    | 1     |
| Naft Tehran  | Total        | Total                    | 74     | 2      | 4            | 1            | 1           | 0           | 0     | 0     | 79    | 3     |
| Tianjin Teda | 2015         | CSL                      | 26     | 2      | 1            | 0            | –           | –           | –     | –     | 27    | 2     |
| Al Sadd      | 2015–16      | QSL                      | 8      | 2      | 0            | 0            | 1           | 0           | 0     | 0     | 9     | 2     |
| Al Sadd      | 2016–17      | QSL                      | 23     | 4      | 0            | 0            | 1           | 0           | 0     | 0     | 24    | 4     |
| Al Sadd      | 2017–18      | QSL                      | 18     | 3      | 2            | 0            | 6           | 0           | 2     | 0     | 28    | 3     |
| Al Sadd      | Total        | Total                    | 49     | 9      | 2            | 0            | 8           | 0           | 2     | 0     | 61    | 9     |
| K.A.S. Eupen | 2018–19      | Belgian First Division A | 6      | 2      | 1            | 0            | –           | –           | –     | –     | 7     | 2     |
| Al-Arabi     | 2018–19      | QSL                      | 7      | 1      | 0            | 0            | –           | –           | 0     | 0     | 7     | 1     |
| Al-Arabi     | 2019–20      | QSL                      | 15     | 1      | 0            | 0            | –           | –           | 0     | 0     | 15    | 1     |
| Al-Arabi     | Total        | Total                    | 22     | 2      | 0            | 0            | 0           | 0           | 0     | 0     | 22    | 2     |
| Shenzhen     | 2020         | CSL                      | 6      | 1      | 0            | 0            | –           | –           | –     | –     | 6     | 1     |
| Shenzhen     | 2021         | CSL                      | 7      | 0      | 0            | 0            | –           | –           | –     | –     | 7     | 0     |
| Shenzhen     | Total        | Total                    | 13     | 1      | 0            | 0            | 0           | 0           | 0     | 0     | 13    | 1     |
| Persepolis   | 2022–23      | Pro League               | 8      | 0      | 0            | 0            | —           | —           | —     | —     | 8     | 0     |
| Persepolis   | Total        | Total                    | 8      | 0      | 0            | 0            | —           | —           | —     | —     | 8     | 0     |
| Career total | Career total | Career total             | 198    | 18     | 8            | 1            | 9           | 0           | 2     | 0     | 217   | 19    |

1. ↑  Appearances in Qatar Cup

### Quốc tế
Tính đến ngày 20 tháng 6 năm 2023.
| Iran | Iran | Iran |
| Năm  | Trận | Bàn  |
| ---- | ---- | ---- |
| 2015 | 10   | 2    |
| 2016 | 6    | 0    |
| 2017 | 9    | 0    |
| 2018 | 7    | 0    |
| 2019 | 9    | 0    |
| 2020 | 1    | 0    |
| 2021 | 2    | 1    |
| 2022 | 5    | 0    |
| 2023 | 2    | 0    |
| Tổng | 51   | 3    |

### Bàn thắng quốc tế
Bàn thắng và kết quả của Iran được để trước.
| #  | Ngày                 | Địa điểm                                      | Đối thủ      | Bàn thắng | Kết quả | Giải đấu                      |
| -- | -------------------- | --------------------------------------------- | ------------ | --------- | ------- | ----------------------------- |
| 1. | 23 tháng 1 năm 2015  | Sân vận động Canberra, Canberra, Úc           | Iraq         | 2–2       | 3–3     | AFC Asian Cup 2015            |
| 2. | 12 tháng 11 năm 2015 | Sân vận động Azadi, Tehran, Iran              | Turkmenistan | 1–0       | 3–1     | Vòng loại FIFA World Cup 2018 |
| 3. | 11 tháng 6 năm 2021  | Sân vận động Quốc gia Bahrain, Riffa, Bahrain | Campuchia    | 6–0       | 10–0    | Vòng loại FIFA World Cup 2022 |